# 비금국민학교 우세도분실
비금국민학교 우세도분실은 대한민국 전라남도 신안군에 있었던 공립 초등학교이다.

## 연혁
- 1968년 4월 23일 비금국민학교 우세도분실 개설
- 1968년 4월 23일 도서벽지학교 '을'급 지정
- 1983년 2월 21일 폐실 및 비금국민학교 통폐합